# 捷爾納夫卡 (卡緬涅茨-波多利斯基區)
48°44′44″N 26°49′28″E / 48.74556°N 26.82444°E
捷爾納夫卡（烏克蘭語：Тернавка），是烏克蘭的村落，位於該國西部赫梅利尼茨基州，由卡緬涅茨-波多利斯基區負責管轄，始建於1548年，面積0.85平方公里，2001年人口77，人口密度每平方公里90.4人。